# Marquesado del Duero
El Marquesado del Duero es un título nobiliario español creado el 30 de julio de 1848, con Grandeza de España del mismo día, por la reina doña Isabel II a favor de don Manuel Gutiérrez de la Concha e Irigoyen (1808-1874).
Su nombre hace referencia al río Duero, y le fue concedido por liderar la campaña militar mandada por la cuádruple alianza para restablecer a María II de Portugal, logrando la victoria con la toma de Oporto.

## Marqueses del Duero
|                        | Titular                                           | Periodo                |
| Creación por Isabel II | Creación por Isabel II                            | Creación por Isabel II |
| ---------------------- | ------------------------------------------------- | ---------------------- |
| I                      | Manuel Gutiérrez de la Concha e Irigoyen          | 1848-1874              |
| II                     | Petra de Alcántara Gutiérrez de la Concha y Tovar | 1874-1908              |
| III                    | Carmen de Carvajal y del Alcázar                  | 1908-1938              |
| IV                     | José Manuel Zuleta y Carvajal                     | 1950-1997              |
| V                      | José Manuel Zuleta y Alejandro                    | actual titular         |

## Historia de los marqueses del Duero

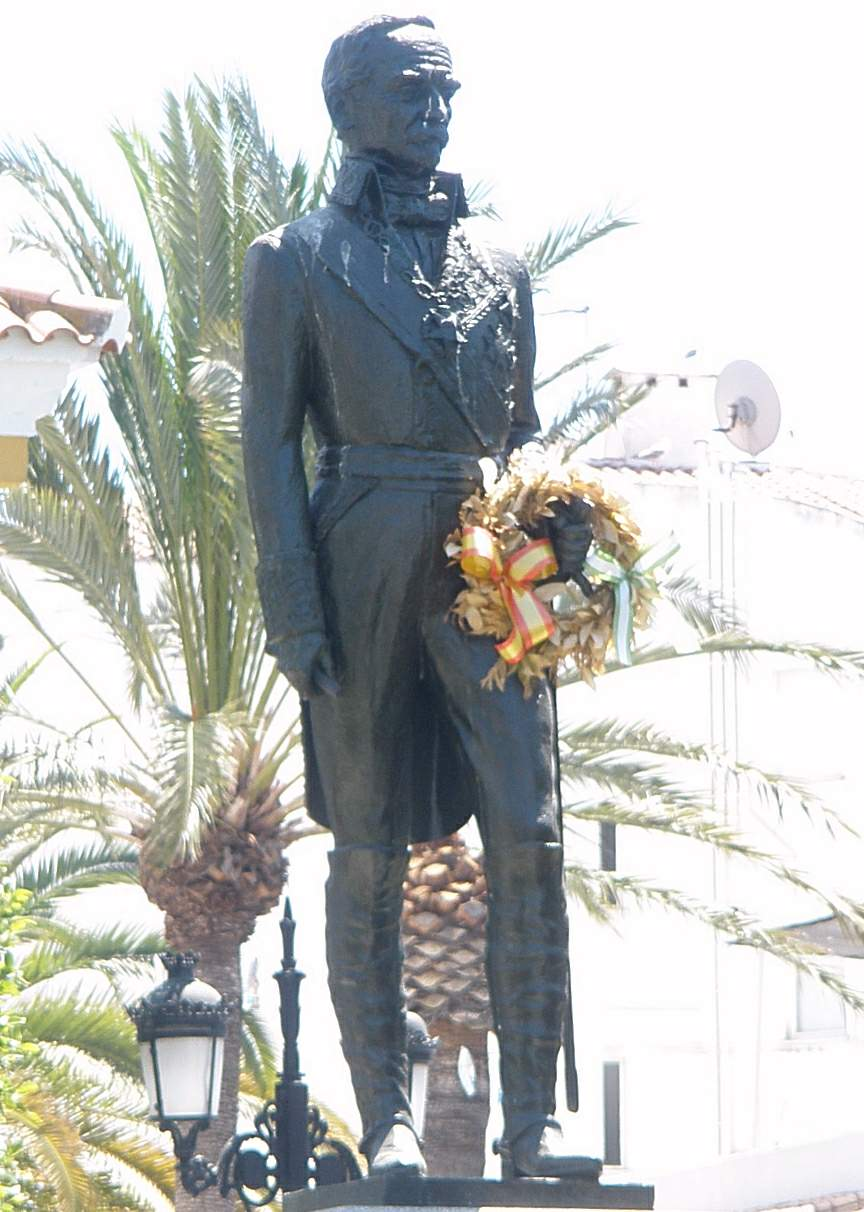
Monumento a Manuel Gutiérrez de la Concha, I Marqués del Duero, erigido en San Pedro Alcántara (Marbella, Málaga)

- I marqués del Duero: Manuel Gutiérrez de la Concha e Irigoyen fue un destacado militar y estratega que participó en las guerras carlistas, defendiendo a los isabelinos y partidarios del Gobierno, alcanzado el grado de Capitán General. Como político, se adscribió al Partido Moderado, llegando a ser durante cinco legislaturas consecutivaspresidente del Senado de España. Su vida militar y política, la compaginó con la explotación de las fincas agrícolas fundando la colonia agrícola San Pedro Alcántara, una moderna explotación, dotada de los mayores avances de su época, para la explotación de la caña de azúcar, dando lugar a la localidad malagueña de San Pedro Alcántara.[1] En Madrid, por suscripción popular, se erigió en su memoria una estatua ecuestre, y que actualmente sigue emplazada en el centro de la plaza del Doctor Marañón, en el paseo de la Castellana. Sus restos mortales descansan en el Panteón de Hombres Ilustres.

1. Casó con Francisca de Paula de Tovar y Pueguera Amat de la Gasca, VII marquesa de Revilla, IX marquesa de los Aguilares, IX Condesa de Lences y VI condesa de Cancelada. Le sucedió su hija única:

- II marquesa del Duero: Petra de Alcántara Gutiérrez de la Concha y Tovar, Irigoyen y Peguera Amat de la Gasca, VIII marquesa de Revilla, X de los Aguilares, VIII condesa de Castro de Torres, X Condesa de Lences, VII condesa de Cancelada.

1. Casó con Ángel Luis de Carvajal y Fernández de Córdova, X duque de Abrantes, X duque de Linares, X marqués de Sardoal. Le sucedió su nieta:

- III marquesa del Duero: María del Carmen de Carvajal y del Alcázar, XII duquesa de Abrantes G.E., XII duquesa de Linares G.E., XII marquesa de Sardoal, VIII condesa de Cancelada, XII condesa de Lences.

1. Casó con Francisco de Borja de Zuleta y Queipo de Llano, XX conde de Belalcázar. Le sucedió su hijo:

- IV marqués del Duero: José Manuel Zuleta y Carvajal (1927-1992), XIV duque de Abrantes G.E., XIII marqués de Sardoal, XIV marqués de Valdefuentes, XIII conde de Lences, XXI conde de Belalcázar y IX conde de Cancelada.

1. Casó con Virginia Alejandro García. Le sucedió su hijo:

- V marqués del Duero: José Manuel Zuleta y Alejandro, XV duque de Abrantes G.E., XIV marqués de Sardoal,  XV marqués de Valdefuentes y XXII conde de Belalcázar G.E., X conde de Cancelada, XIV conde de Lences.

ACTUAL MARQUÉS DEL DUERO